# Rjava deva
Rjava deva (znanstveno ime Aeshna grandis) je vrsta raznokrilih kačjih pastirjev iz družine dev, razširjena po Severni in Srednji Evropi ter jugozahodu Sibirije.

## Opis
Je nezamenljiv, z velikim in čokatim telesom, ki doseže 70 do 77 mm v dolžino. Po vsem telesu je rjave barve, razen para rumenkastih lis ob vsaki strani oprsja, odrasle samce pa prepoznamo po vrsti svetlomodrih peg na vrhu telesa in ob strani zadka, ki so pri samicah in mladih samcih prav tako rumene. Odrasli samci imajo poleg tega modro liso na očeh. Tudi krila so rjava. V letu delujejo elegantno, pogosto jadrajo, višek aktivnosti odraslih je konec julija in avgusta.

## Habitat in razširjenost
Razmnožuje se v mlakah in močvirjih v gozdovih, najraje takih z bogato zarastjo ali dobro poraščenimi bregovi. Večinoma je razširjenost nižinska, čeprav ga lahko v Alpah najdemo tudi na nadmorskih višinah okoli 2.000 m. Lokalno je pogost v gozdnatih predelih Srednje Evrope, pri čemer pa je številčnost populacije nizka v primerjavi z drugimi devami. Prav tako je pogost v Uralskem gorovju in lokalno na jugu Sibirije do Bajkalskega jezera s posamičnimi najdbami v Kazahstanu in severozahodni Mongoliji. Vrsta ne velja za ogroženo.
Slovenija se nahaja na jugozahodnem robu območja razširjenosti, zato je tudi v primernih habitatih tu redek in uvrščen med ranljive vrste.